# رستاق (ولاية تخار)
رُستاق (بالدرية: رستاق) هي محافظة أفغانية تتبع ولاية تخار. وهي مركز مقاطعة رستاق.

## المناخ
تتمتع مدينة روستاق بمناخ متوسطي الحار في الصيف ( تصنيف مناخ كوبتصنيف كوبن للمناخ Csa ).
| البيانات المناخية لـRustaq        | البيانات المناخية لـRustaq | البيانات المناخية لـRustaq | البيانات المناخية لـRustaq | البيانات المناخية لـRustaq | البيانات المناخية لـRustaq | البيانات المناخية لـRustaq | البيانات المناخية لـRustaq | البيانات المناخية لـRustaq | البيانات المناخية لـRustaq | البيانات المناخية لـRustaq | البيانات المناخية لـRustaq | البيانات المناخية لـRustaq | البيانات المناخية لـRustaq |
| الشهر                             | يناير                      | فبراير                     | مارس                       | أبريل                      | مايو                       | يونيو                      | يوليو                      | أغسطس                      | سبتمبر                     | أكتوبر                     | نوفمبر                     | ديسمبر                     | المعدل السنوي              |
| --------------------------------- | -------------------------- | -------------------------- | -------------------------- | -------------------------- | -------------------------- | -------------------------- | -------------------------- | -------------------------- | -------------------------- | -------------------------- | -------------------------- | -------------------------- | -------------------------- |
| متوسط درجة الحرارة الكبرى °م (°ف) | 5.2 (41.4)                 | 7.2 (45.0)                 | 12.7 (54.9)                | 18.4 (65.1)                | 23.6 (74.5)                | 31.1 (88.0)                | 33.5 (92.3)                | 33.1 (91.6)                | 28.1 (82.6)                | 21.1 (70.0)                | 13.5 (56.3)                | 7.6 (45.7)                 | 19.6 (67.3)                |
| متوسط درجة الحرارة الصغرى °م (°ف) | −5 (23)                    | −2.8 (27.0)                | 2.1 (35.8)                 | 6.9 (44.4)                 | 9.9 (49.8)                 | 14.3 (57.7)                | 16.6 (61.9)                | 15.4 (59.7)                | 10.3 (50.5)                | 6.1 (43.0)                 | 1.0 (33.8)                 | −2.6 (27.3)                | 6.0 (42.8)                 |
| الهطول مم (إنش)                   | 49 (1.9)                   | 87 (3.4)                   | 113 (4.4)                  | 115 (4.5)                  | 86 (3.4)                   | 6 (0.2)                    | 5 (0.2)                    | 1 (0.0)                    | 1 (0.0)                    | 24 (0.9)                   | 36 (1.4)                   | 48 (1.9)                   | 571 (22.5)                 |
| المصدر: Climate data              |                            |                            |                            |                            |                            |                            |                            |                            |                            |                            |                            |                            |                            |